# Station Higashi-Yodogawa
Station Higashi-Yodogawa (東淀川駅, Higashi-Yodogawa-eki) is een spoorwegstation in de wijk Yodogawa-ku in Osaka, Japan. Het wordt aangedaan door de JR Kioto-lijn. Het station heeft vier sporen, waarvan sporen één en vier bestemd zijn voor doorgaande treinen. 

## Treindienst

### JR West
| 1 | ■ Doorgaande treinen |                                         |
| 2 | ■ JR Kioto-lijn      | richting Osaka, Shin-Osaka en Sannomiya |
| 3 | ■ JR Kioto-lijn      | richting Takatsuki en Kioto             |
| 4 | ■ Doorgaande treinen |                                         |

## Geschiedenis
Het station werd in 1940 geopend. Na de voltooiing van de Tokaido Shinkansen werd er besloten om het station te sluiten, daar deze te dicht bij het nieuwe station Shin-Osaka lag. Na protesten van de omwonenden werd het station behouden, hoewel de omgeving destijds nog relatief onbebouwd was. 

## Overig openbaar vervoer
Bus 25

## Stationsomgeving
- Familymart
- Lawson
- Daily Yamazaki
- Shin Osaka Sun Plaza Hotel

(Biwako-lijn<<) · Kyoto · Nishiōji · Katsuragawa · Mukōmachi · Nagaokakyō · Yamazaki · Shimamoto · Takatsuki · Settsu-Tonda · Ibaraki · Senrioka · Kishibe · Suita · Higashi-Yodogawa ·  Shin-Ōsaka · Ōsaka · (>>JR Kōbe-lijn) 